# Roomba

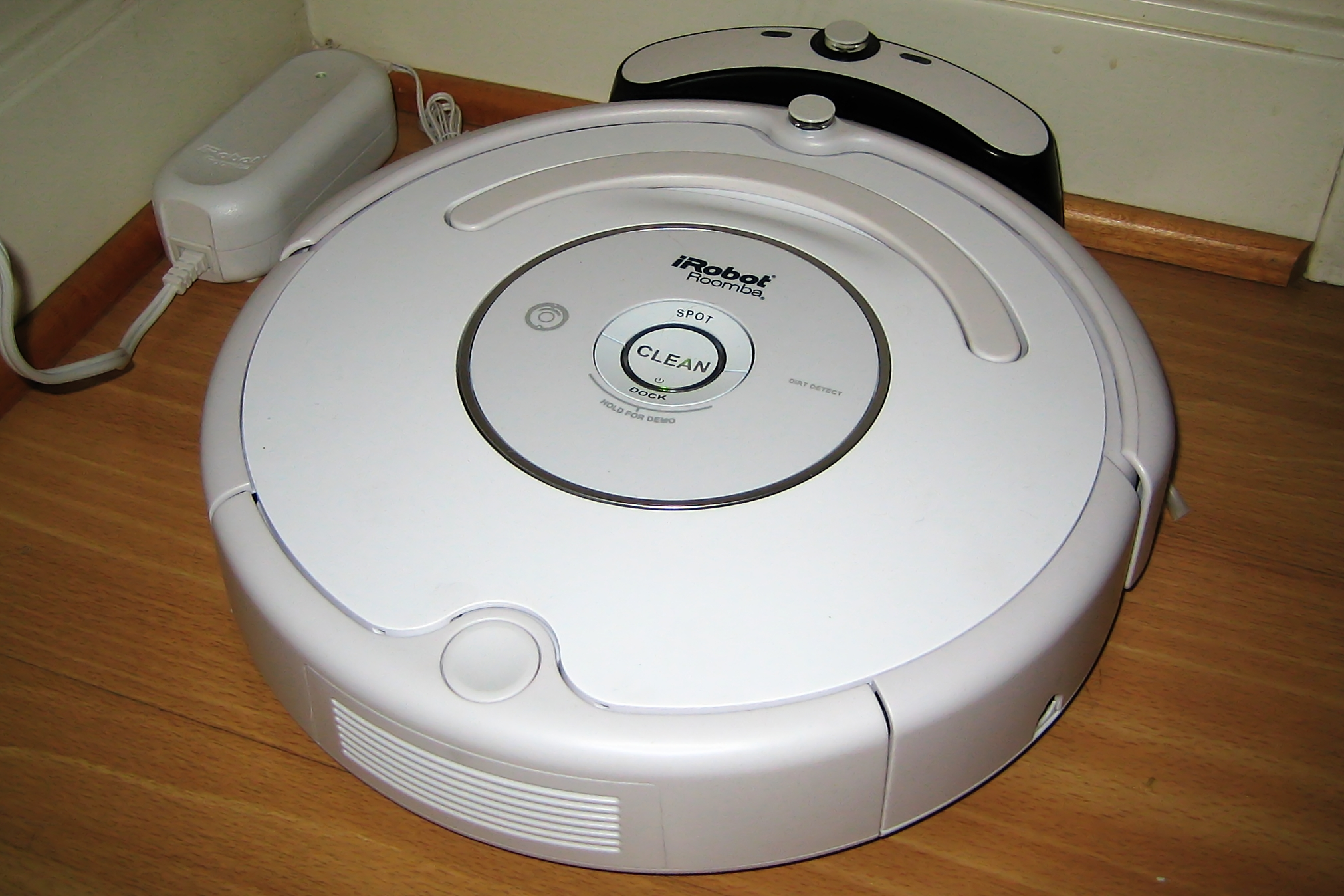
Roomba 530, egy 3. generációs modell (500 sorozat)

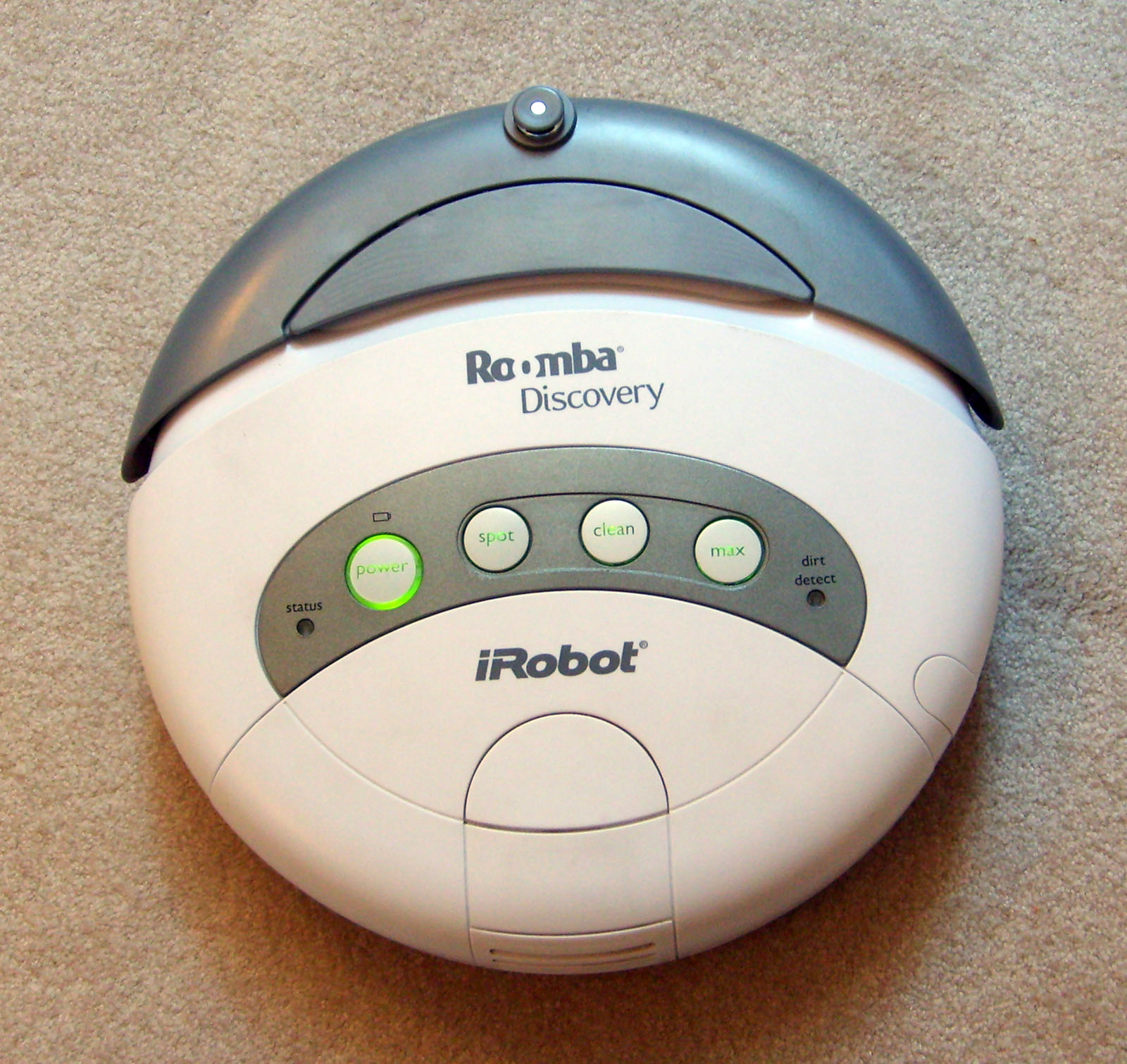
Roomba Discovery (2. generációs)

A Roomba egy robotporszívó, gyártója az iRobot.
A Roomba 2002 szeptemberében jelent meg. 2014 februárjára több mint 10 millió darabot adtak el belőle világszerte, 2018-ra pedig 25 milliót. A Roomba egy sor alapvető érzékelővel van felszerelve. Például megakadályozza a szenzor, hogy leesen a lépcsőről, érzékeli a piszkos foltokat a padlón. Két, függetlenül mozgatott kereke révén 360 fokban képes fordulni, akár helyben is. Képes alkalmazkodni a szobában található bútorok elhelyezkedéséhez.

## Leírás
Minden modell korong alakú, átmérője 34 cm és magassága kevesebb mint 9 cm. Az egymás utáni generációk egyre nagyobb számot kaptak, 400-900. A 2018-ban megjelent i7+ és e5 már nem az addigi számozást követi, ahogy a 2019-es s9 és s9+ sem. A régebbi modellek tápellátását nikkel-metál-hidrid akkumulátor szolgáltatja, az újabbakét pedig lítiumion. A gyártó a robotok saját programozását is megengedi (az eredeti program Lisp nyelven íródott), erre a célra az iRobot Create Archiválva 2019. augusztus 18-i dátummal a Wayback Machine-ben nevű, porszívó nélküli robotot árulják. 

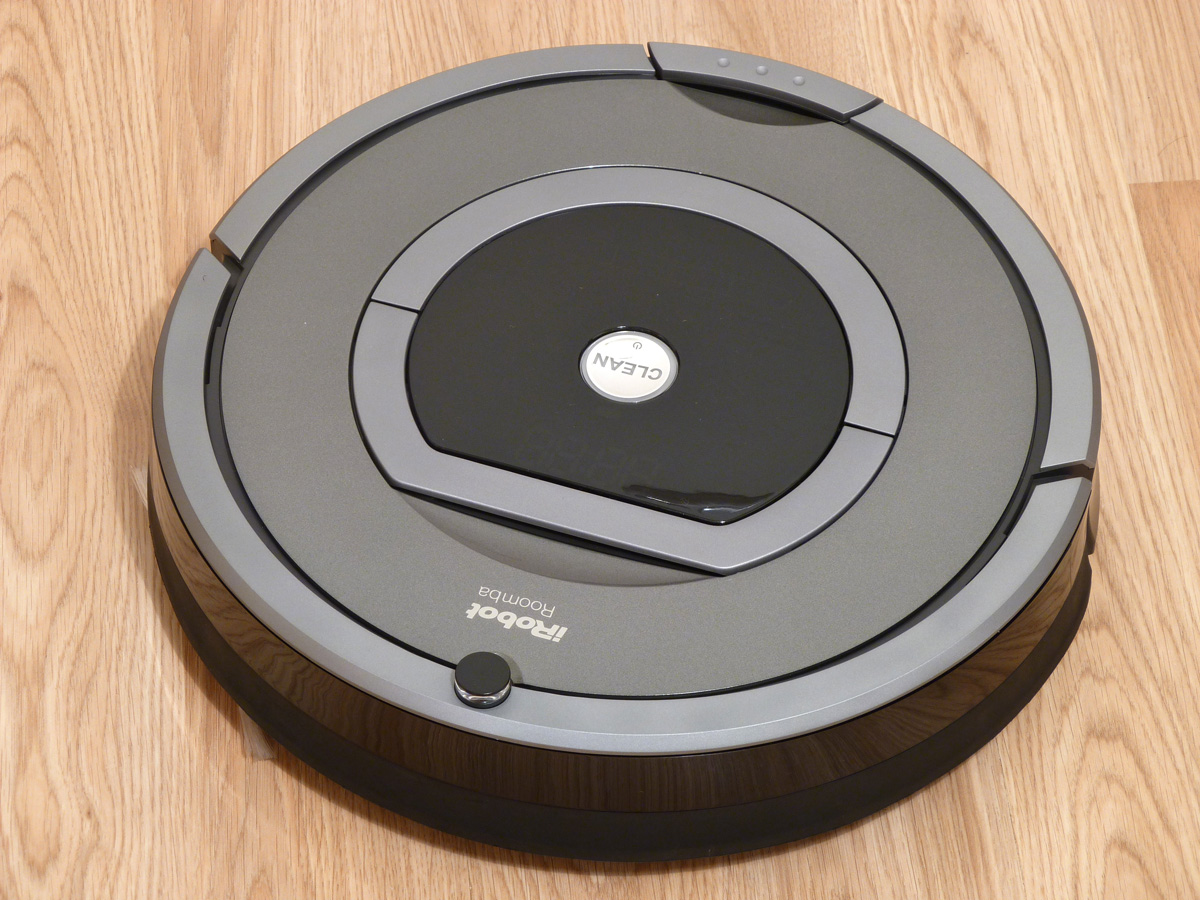
iRobot Roomba 780